# Palaemon
Palaemon è un genere di crostacei decapodi della famiglia Palaemonidae.

## Specie
- Palaemon adspersus Rathke, 1837
- Palaemon concinnus Dana, 1852
- Palaemon debilis Dana, 1852
- Palaemon elegans Rathke, 1837
- Palaemon floridanus Chace, 1942
- Palaemon gravieri (Yu, 1930)
- Palaemon longirostris H. Milne-Edwards, 1837
- Palaemon macrodactylus M. J. Rathbun, 1902
- Palaemon maculatus (Thallwitz, 1891)
- Palaemon northropi (Rankin, 1898)
- Palaemon ortmanni M. J. Rathbun, 1902
- Palaemon pacificus (Stimpson, 1860)
- Palaemon pandaliformis (Stimpson, 1871)
- Palaemon paucidens de Haan, 1844
- Palaemon ritteri Holmes, 1895
- Palaemon serratus (Pennant, 1777)
- Palaemon serrifer (Stimpson, 1860)
- Palaemon xiphias Risso, 1816